# Rosice (ort i Tjeckien, Södra Mähren)
Rosice är en stad i Tjeckien.   Den ligger i distriktet Okres Brno-Venkov och regionen Södra Mähren, i den sydöstra delen av landet, 170 km sydost om huvudstaden Prag. Rosice ligger 339 meter över havet och antalet invånare är 5 287.
Terrängen runt Rosice är platt åt sydväst, men åt nordost är den kuperad. Runt Rosice är det ganska tätbefolkat, med 65 invånare per kvadratkilometer. Närmaste större samhälle är Brno, 16,0 km öster om Rosice. I omgivningarna runt Rosice växer i huvudsak blandskog.